# Trocharion
Trocharion — вимерлий рід хижих, що знайдений у таких країнах: Франція, Німеччина, Словаччина (10 колекцій). Рід містить такі види: Trocharion albanense.